# Selina Chönz

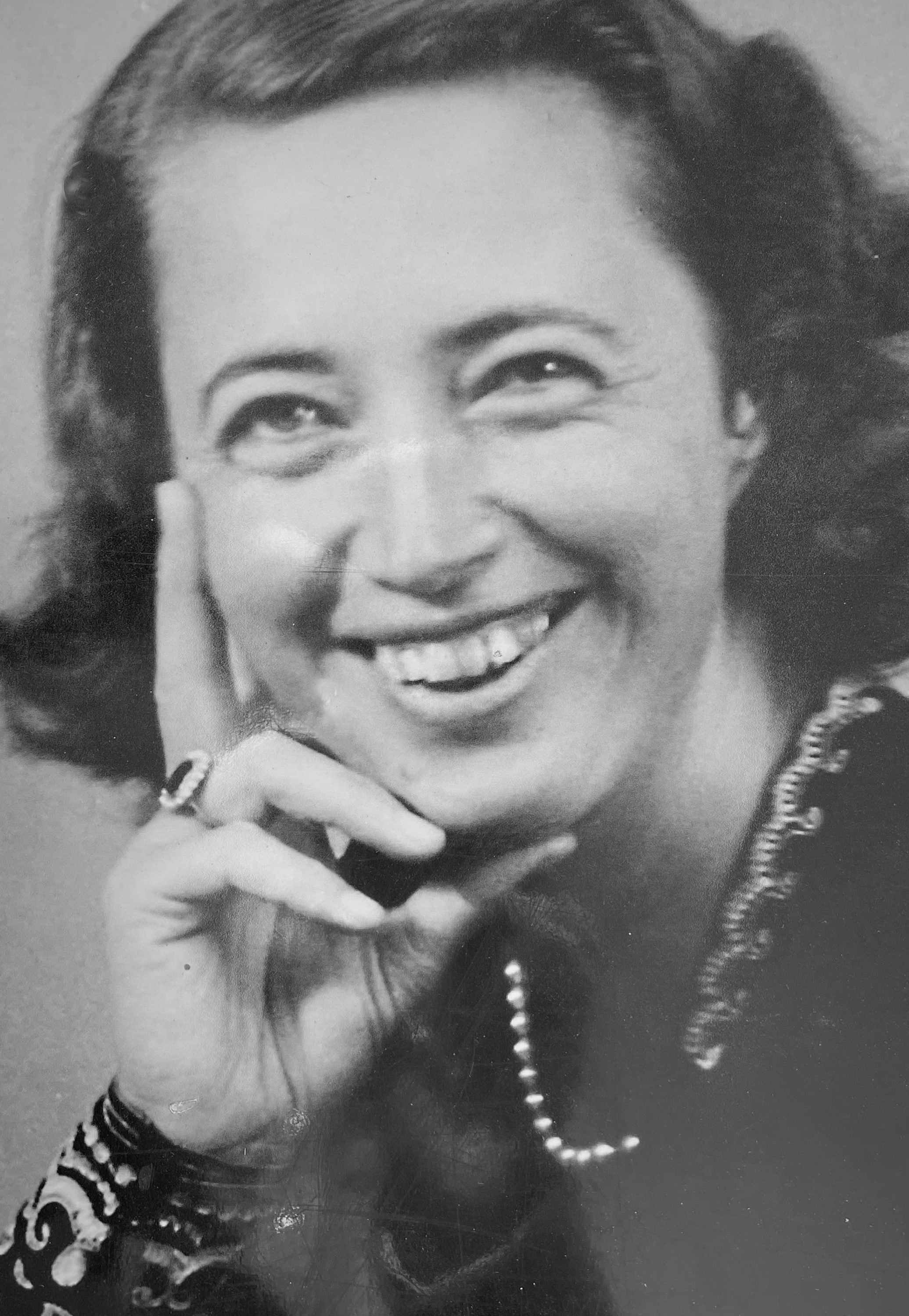
Selina Chönz

Selina Chönz (* 4. August 1910 in Samedan; † 17. Februar 2000 ebenda) war eine Schweizer Autorin. Ihr bekanntestes Werk ist das Kinderbuch Schellenursli, das von Alois Carigiet illustriert wurde.

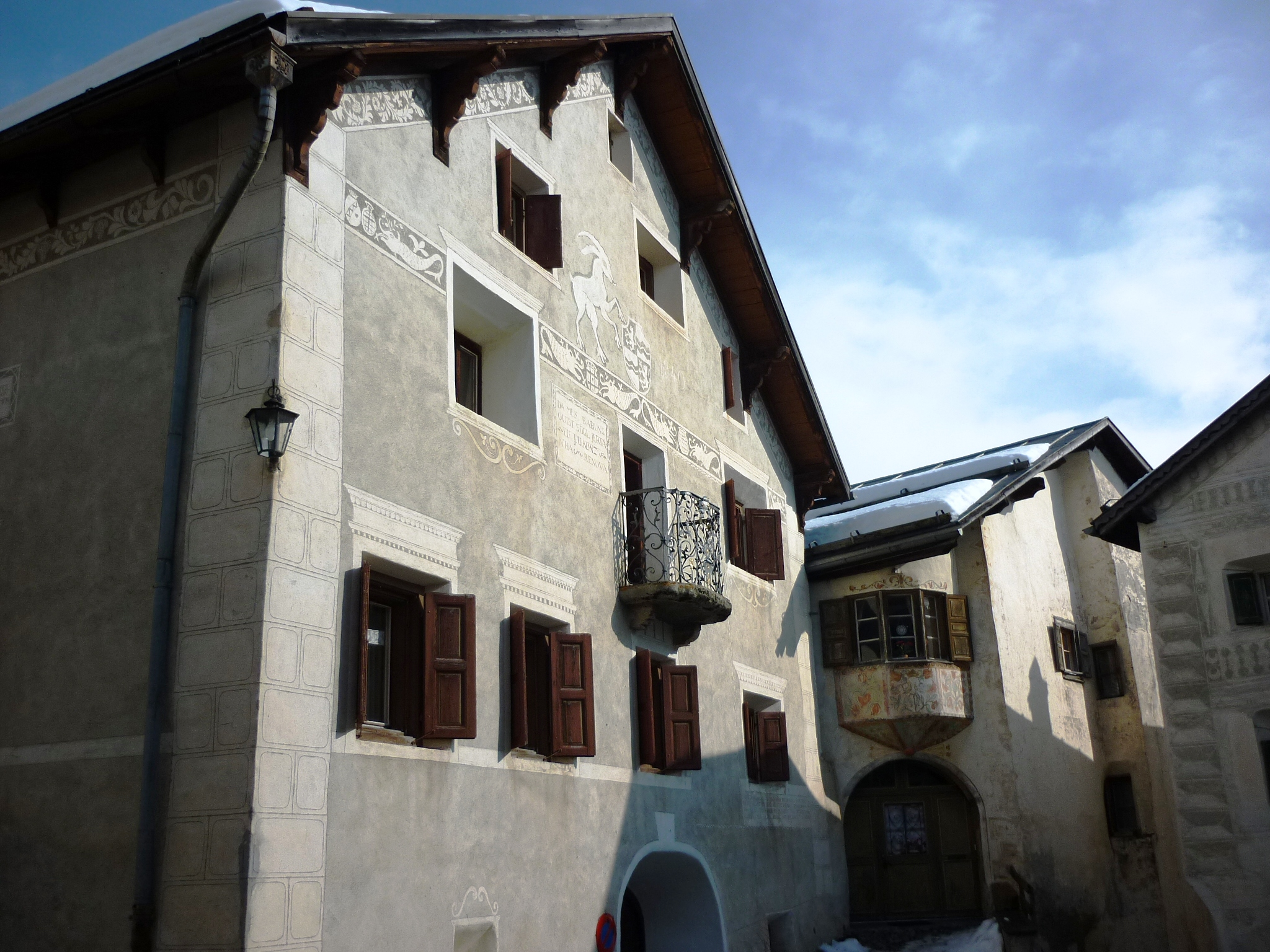
Selina Chönz’ Wohnhaus in Guarda

## Leben
Selina Chönz wurde als ältestes Kind und einzige Tochter der Familie Meyer-Ronzi geboren. Der Vater, der Deutsche Anton M. Meyer (1884–1962) aus Hof war Buchdrucker und Schriftsetzer. Selina besuchte vorerst das Mädchenpensionat École superieure de jeunes filles (École Vinet) in Lausanne und danach das Kindergärtnerinnen-Seminar Marzili in Bern das von Emmy Walser und Marie von Greyerz geleitet wurde.

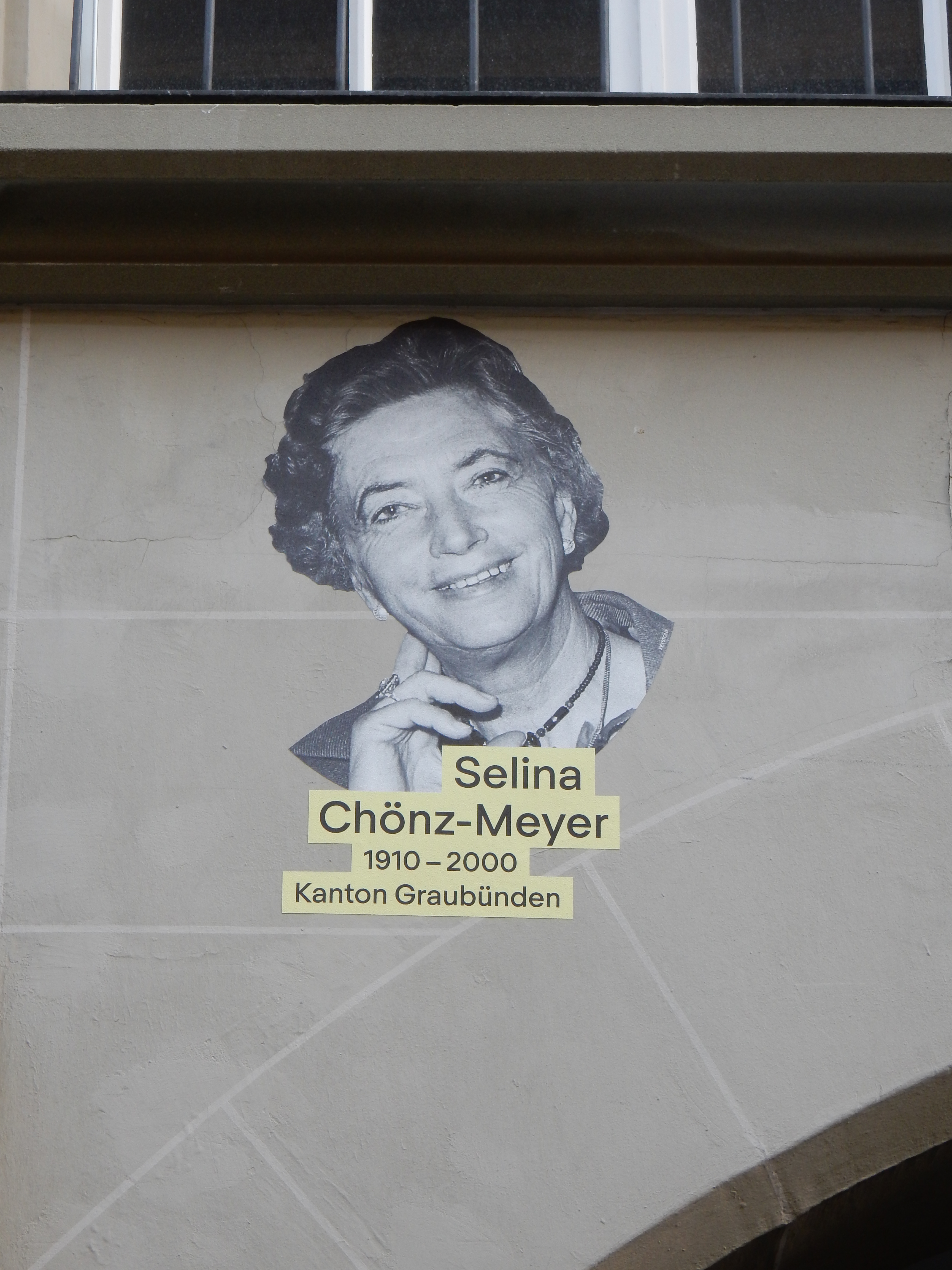
Selina Chönz-Meyer (hommage2021.ch)

Im Jahre 1932 trat sie, mangels einer Anstellung an einem Kindergarten, eine Stelle als Gouvernante bei der Familie von Lord Robert und Lady Dorothy Moulton-Mayer an (Gründer der klassischen Kinderkonzerte in den Armenvierteln Londons). Als an der Universität London von Maria Montessori der 17. internationale Ausbildungskurs abgehalten wurde, gab ihr die Familie Gelegenheit, während sechs Wochen zweimal wöchentlich einen Tag daran teilzunehmen. Vormittags konnte man in einer Montessori-Schule hospitieren, nachmittags die in englischer Sprache simultan vom Italienischen übersetzten Vorträge von Maria Montessori besuchen. Danach fand sie ihre erste Stelle in Zuoz im Engadin. Eines Tages wurde sie von Freunden in Zürich darauf aufmerksam gemacht, dass die Stelle am einzigen Montessori-'Kindergarten' der Stadt Zürich frei werde. Dieser Kindergarten wurde vorgehend von Hilde Steinemann-Sahli geleitet. Aus der ganzen Art der Einrichtung erkannte sie den Fortschritt und die gesunde Anwendung der Montessori-Prinzipien. Das machte ihr Mut, denn sie hatte angehende Kindergärtnerinnen und die Klasse der Erziehungsabteilung der Töchterschule Zürich in die Montessori-Methode einzuführen. Dort kam sie auf den Gedanken, selber ein Kinderbuch zu schreiben.
1939 heiratete sie den Architekten Iachen Ulrich Könz (1899–1980), der aus erster Ehe vier Knaben mit in die Ehe brachte. Später kam ein gemeinsamer Sohn, der Maler und Zeichner Steivan Liun Könz (1940–1998) dazu; mit ihm hatte sie jedoch zeit seines Lebens ein zerrüttetes Verhältnis.
Selina Chönz legte grossen Wert auf die Pflege des Romanischen. Sie ersetzte zwar das deutsche «K» durch das «Ch» und nannte sich «Chönz», wurde jedoch nie wirklich in die Dorfgemeinschaft aufgenommen. Mit ihrer Familie lebte sie bis 1981 in Guarda. In den letzten Jahren ihres Lebens litt Selina Chönz an Altersdemenz.

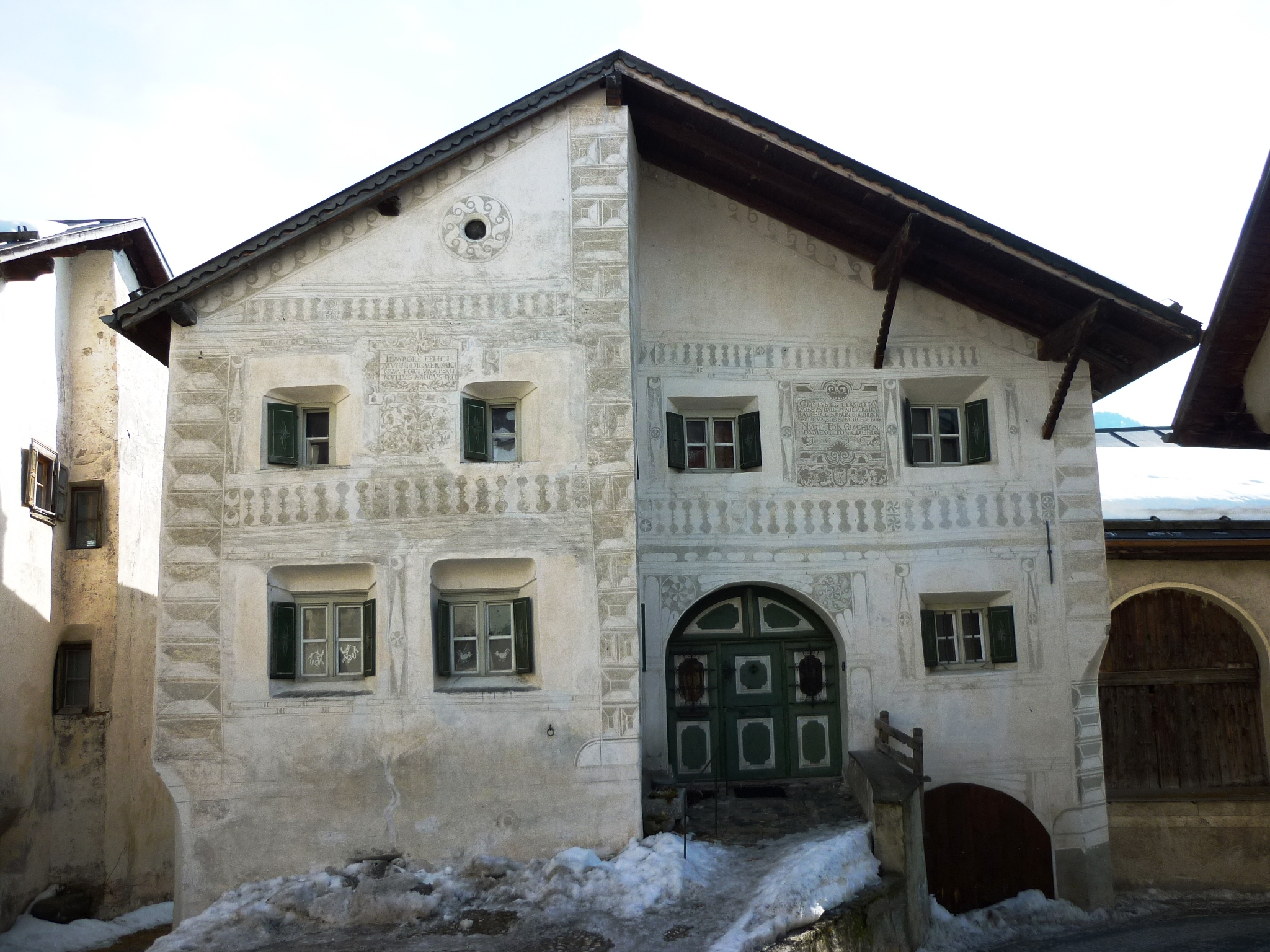
Chasa 51 in Guarda, Vorlage für das Schellenurslihaus im Buch

Uorsin war die Originalversion des Schellenursli, verfasst auf Oberengadiner Romanisch. Selina Chönz konnte den Schweizer Künstler Alois Carigiet, dessen Plakate und Kulissen sie vom Zürcher Cabaret Cornichon kannte, als Illustrator für ihre Bücher gewinnen. In den Jahren 1940–1945 kam er immer wieder für jeweils zwei Monate nach Guarda, wo im Haus Chönz die Zeichnungen zum Buch Schellenursli entstanden. Das Nachbarhaus, die Chasa 51, diente ihm als Vorlage für das Ursli-Haus im Buch. So entstand eines der berühmtesten Schweizer Bilderbücher. Schellenursli wurde nach dem Zweiten Weltkrieg über eine Million Mal verkauft.
Mehrere Werke wie die Geschichte von Flurina folgten, getextet von Selina Chönz und illustriert durch Alois Carigiet. Die Bücher erschienen in verschiedenen Sprachen und werden immer wieder neu aufgelegt.

## Werke

### Erzählungen
- La chastlauna. (1940)
- Il purtret da l’antenat. (1943)
- La scuvierta da l’orma. Novellenband (1950)
- L'otra via Erzählband (1979)

### Kinderbücher
- Schellenursli. Illustriert durch Alois Carigiet. Schweizer Spiegel Verlag, Zürich 1945, ISBN 3-280-01644-4.
- Flurina und das Wildvöglein. Illustriert durch Alois Carigiet. Schweizer Spiegel Verlag, Zürich 1952, ISBN 978-3-280-01535-3
- Der grosse Schnee. Illustriert durch Alois Carigiet. Schweizer Spiegel Verlag, Zürich 1957, ISBN 3-280-01443-3.